# Pantelis Pantelidis
Pantelis Pantelidis (în greacă Παντελής Παντελίδης; n. 23 noiembrie 1983, Atena, Grecia – d. 18 februarie 2016, Atena, Grecia) a fost un cântăreț și compozitor grec.

## Biografie
Născut la 23 noiembrie 1983, Pantelis Pantelidis a crescut în Nea Ionia, o mică suburbie a Atenei. Familia mamei sale este din Agrinio din Grecia. Familia tatălui său provine din zona Isparta din Asia Mică. Pantelidis a servit în marina elenă ca subofițer, dar a renunțat pentru cariera sa muzicală.

## Carieră
Pantelidis a devenit cunoscut prin intermediul videoclipurilor sale muzicale de pe YouTube. Pantelidis și-a continuat cariera în discografie pentru patru albume cu mare succes comercial. De la o vârstă fragedă, Pantelidis a început să scrie propriile cântece. Când le filma, a început să trimită videoclipurile prietenilor apropiați și familiei, care apoi le postau pe YouTube. În 2 februarie 2012, Pantelis a lansat un videoclip în care cântă cântecul său original, Den Tairiazete Sou Lew, acompaniat de chitara acustică pe care a învățat-o singur. În toamna anului 2013, a câștigat MAD Video Music Award pentru cel mai bun artist nou.

## Decesul
La 18 februarie 2016, Pantelidis a murit la Atena într-un accident de mașină și avea 32 de ani. Există însă multe speculații cu privire la cine conducea vehiculul. Coliziunea a avut loc pe bulevardul Vouliagmenis, cu un Mercedes W164 ML 63 AMG, cu doar o zi înainte ca acesta să cânte într-un cunoscut club de noapte din Atena, alături de Despina Vandi și Kostas Martakis. 
În mașină cu el se aflau două femei, una dintre ele fiind Mina Arnaouti. Cea de-a doua femeie era Froso Kyriakou; ambele au supraviețuit cu răni grave. Arnaouti a postat ulterior fotografii ale accidentului în care se vede un cadavru pe scaunul șoferului. 
Ulterior, în urma unei evaluări genetice, Giorgos Fitsialos, doctor în genetică moleculară și unul dintre numeroșii experți care investighează cazul, a descoperit în două dintre probele prelevate de pe volanul vehiculului profile genetice mixte ale cel puțin două persoane, dintre care era Pantelidis.
După moartea sa, două dintre melodiile sale au ajuns pe locul 1 în Billboard din Grecia. Cele două melodii fiind Ta Shinia Sou și Pino Apo Ki Psila Gia Sena. Pe 25 iunie, a fost lansat single-ul lui Pantelidis. Pe 14 decembrie 2016, piesa preînregistrată a lui Pantelidis, Alli Mia Efkeria, a fost lansată prin intermediul canalului oficial de YouTube al artistului. Videoclipul a obținut peste 1,1 milioane de vizualizări în cele două zile de la lansare, iar după patru săptămâni, videoclipul a ajuns la peste 20.000.000 de vizualizări. Pe 1 decembrie 2017, a fost lansat Na Se Kala, ultimul său cântec inedit. În decurs de o lună, acesta are de peste 6.000.000 de vizualizări.

## Discografie
- Alkoolikes oi Nyxtes (2012)
- Ouranio toxo pou tou Lypane dyo Xromata (2013)
- Panselinos kai kati A' Meros Eis-Pnoi (2014)
- Panselinos kai kati B' Meros Ek-Pnoi (2015)